# Человек-кролик

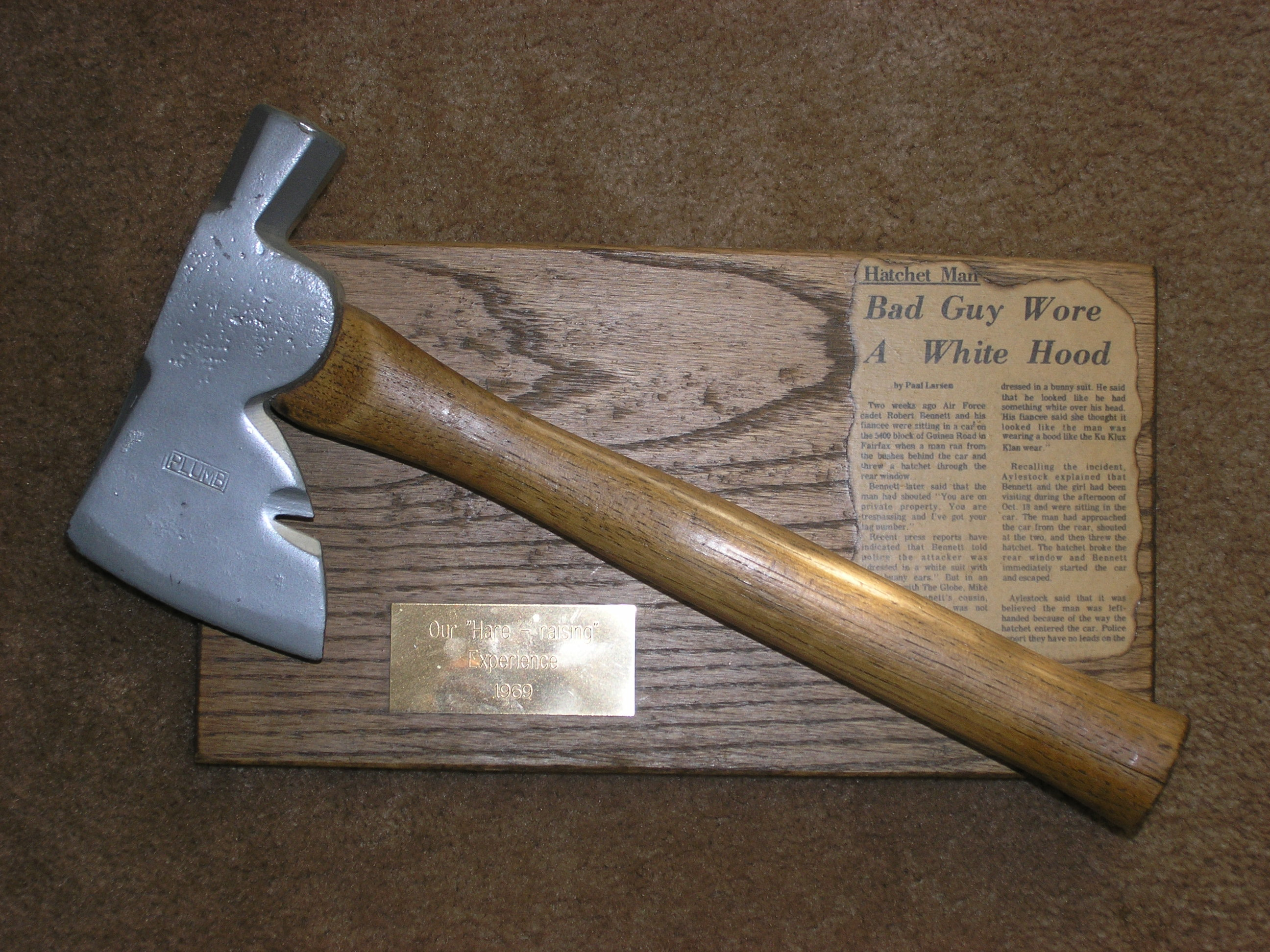
Настоящий топорик, которым пользовался «Человек-кролик». 1970-й год.

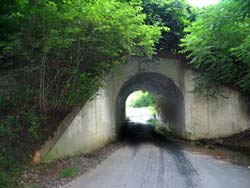
Мост «Человека-кролика» при дневном свете

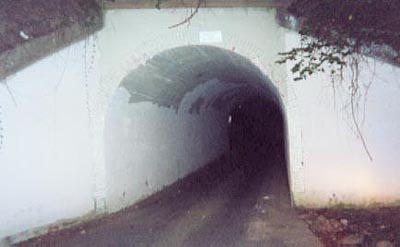
Мост «Человека-кролика» в ночное время

Человек-кролик (англ. Bunny Man) — городская легенда, возникшая после двух происшествий в Округе Фэрфакс, штате Виргиния в 1970 году, позднее распространившаяся вплоть до города Вашингтон и на территориях штата Мэриленд. Легенда имеет множество вариантов: в большинстве случаев, она гласит, что это человек, одетый в костюм кролика и нападающий на людей с топором.
Большинство версий легенды происходят вокруг Колчестерского моста, на мосту Южной железной дороги, охватывающем Колчестерскую дорогу рядом с Клифтоном, штат Вирджиния, иногда называемом «Мост Человека-кролика».
Версии легенды также варьируют в имени Человека-кролика, применении оружии, выборе жертв, описании кроличьего костюма или его отсутствия, а иногда возможной смерти. В некоторых байках тела жертв изуродованы, а в других — каждый год в Хэллоуин призрак Человека-кролика восстаёт из своей могилы, чтобы отметить свою кончину.

## Происхождение
Историк-активист Общественной библиотеки Округа Фэрфакс Брайан А. Конли тщательно исследовал легенду о Человеке-кролике. Он определил местонахождения двух происшествий относительно человека, одетого в кроличий костюм и угрожавшего прохожим топором. В 1970 году в Бёрке, штат Вирджиния, были два сообщения о вандализме с разницей в 10 дней между ними.
О первом происшествии было сообщено вечером 19 октября 1970 года вечером кадетом Академии ВВС США Робертом Беннеттом и его супругой, когда они ездили навестить родственников в Гвинея Роуд, в Бёрке. Вечером, возвращаясь с футбольного матча, пара, как сообщается, припарковала машину на поле в Гвинея Роуд, чтобы «навестить дядю, который жил через улицу, где машина была припаркована». Сев на передние сиденья с включённым двигателем, они заметили, как что-то двигалось снаружи заднего стекла. Мгновения спустя, окно переднего пассажирского сидения разбилось, а возле разбитого окна стояла фигура, одетая в белую одежду. Беннетт развернул машину, пока человек в белой одежде кричал на них о незаконном проникновении, добавив: «Вы на частной территории, у меня ваш номер машины». Уехав с дороги, пара нашла топорик на автомобильном коврике.
Когда полиция попросила описать человека, Беннетт настаивал на том, что он был одет в белую одежду с длинными кроличьими ушами. Однако супруга Беннетта оспаривала слова мужа, заявляя, что нападавший не носил кроличьи уши, а был одет в какой-то белый капирот. Оба помнили лицо, но из-за того, что было темно, определить его расовую принадлежность не удалось. Полиция вернула топорик Беннетту после допроса.
Второе происшествие, о котором было сообщено, случилось 29 октября 1970 года, когда охранник здания Пол Филлипс подошёл к человеку, стоявшему на крыльце ещё недостроенного дома, в Кингс Парк Уэст, в Гвинея Роуд. Филлипс сообщил, что человек был одет в серый, чёрный и белый кроличий костюм, в возрасте 20 лет, ростом 173 см и весом примерно 79 кг. Человек рубил топором столбец крыльца, проговаривая: «Ты вторгся сюда. Подойдёшь ещё ближе — топором голову снесу».
Полиция Округа Фэрфакс открыла расследование относительно обоих происшествий, но вскоре дело было закрыто из-за отсутствия доказательств. В последующие недели с начала происшествий более 50 человек обратились в полицию, заявляя, что видели «Человека-кролика». Различные газеты, включая The Washington Post, сообщали, что «Человек-кролик» съел убежавшего от хозяина кота. Статьи, упоминавшие это происшествие:
- «В поисках Человека в костюме кролика в Фэрфаксе» (22 октября, 1970 год)[3]
- «Кролик возвращается» (31 октября, 1970 год)[3]
- «Увиденный Человек-кролик» (4 ноября, 1970 год)
- «Сообщения о Кролике размножаются» (6 ноября, 1970 год)

В 1973 году, Патрисия Джонсон, студент Мэрилендского университета в Колледж-Парке, представила исследовательскую работу, в которой была собрана хроника из 54 версий двух происшествий.

## Колчестерский мост

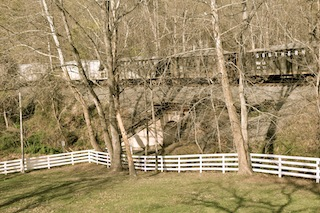
Проезд под Колчестерским мостом.

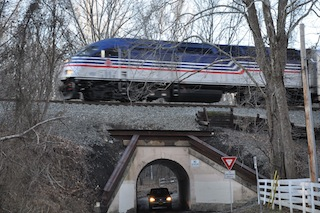
Железная и автомобильная дорога на Колчестверском мосту.

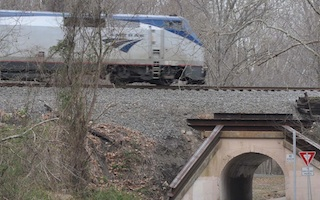
Поезд «Амтрак» на Колчестерском мосту.

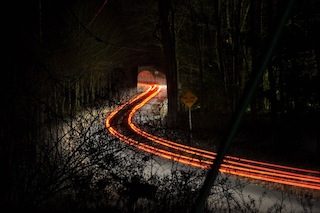
Колчестерский мост в ночное время.

Колчестерский мост был построен приблизительно в 1906 году около станции Сангстера (железнодорожная станция со времён Гражданской войны, когда-то называвшаяся железной дорогой Оринджа и Александрии). Благодаря ассоциации с нашумевшей легендой, мост стал популярным местом для охотников за привидениями и любознательных авантюристов. Интерес возрастает в Хэллоуин, и начиная с 2003 года местная администрация проводит мониторинг за мостом, во время наплыва туристов. В 2011 году, в Хэллоуин, более 200 человек, некоторые из которых приехали издалека, с границы штатов Пенсильвании и Мэриленд, не были допущены во время 14-часового дорожного контроля в этом месте.